# Bulmer Hobson
Bulmer Hobson (comtat de Tyrone, 1882 - 1969) fou un periodista i socialista irlandès dels principals dirigents dels Voluntaris Irlandesos, membre de la Germandat Republicana Irlandesa i força relacionat amb James Connolly.
Pertanyia a una família protestant de l'Ulster, però es va unir al nacionalisme irlandès quan va fundar amb la comtessa Constance Markiewicz Na Fianna Éireann, moviment escolta republicà. També fou agitador contra la política conciliadora del Partit Parlamentari Irlandès i organitzador dels Clubs Dungannon.
Fou un protegit del veterà fenià Thomas J. Clarke, amb qui va tenir una relació gairebé paternofilial fins al 1914. Com a membre del consell provisional dels Voluntaris, Hobson fou fonamental perquè el líder parliamentari John Redmond guanyés influència dins els Voluntaris. Tot i la seva animadversió per la política de Redmont, pensava que si supeditava la creació dels Voluntaris a la demanda d'autonomia, Redmond (aleshores força popular a Irlanda) deixaria el lideratge dels Voluntaris. Tanmateix, Clarke no pensava el mateix i mai el va perdonar ni li va dirigir mai més la paraula. Hobson va dimitir com a membre del Consell Suprem de l'IRB i fou acomiadat de la seva feina a Dublín com a corresponsal del diari Gaelic American, deixant-lo en una situació financera delicada.
Encara que continuà sent membre de la Germandat Republicana Irlandesa, no fou informat dels plans per a l'Aixecament de Pasqua de 1916. Era totalment oposat a qualsevol acció, car creia que era contrària al propòsit fundacional dels Voluntaris, i que tenia poques probabilitats d'èxit. També alegà que era contrari a la constitució de la mateixa IRB. Tanmaetaix, es va assabentar dels plans i en va informar al cap d'estat major dels Voluntaris, Eoin MacNeill. Aquest va enviar-hi contraordres, la qual cosa significava que molts Voluntaris no en prendrien part. Hobson fou segrestat pels organitzadors de l'aixecament per tal d'evitar l'escampament de les ordres de MacNeill, i fou confinat a una casa segura a Phibsborough fins que l'aixecament va acabar.
Hobson i MacNeill argumentaren que l'aixecament era mal organitzat, amb poc temps i basat en raons romàntiques i emocionals, ja que el moment de crisi màxima per a Anglaterra encara no havia arribat.
El rebuig a donar suport a l'aixecament arruïnà la reputació d'ambdós. Però els seus arguments encara són vius avui dia, ja que molts pensen que el que va donar la força al republicanisme fou la crisi per la conscripció de primavera de 1918, més que no pas l'aixecament.
Encara que MacNeill més tard va servir al govern de l'Estat Lliure d'Irlanda, Hobson va ocupar càrrecs menors després de la independència. Encara que havia estat un dels membres és actius de l'IRB durant anys, i que en fou responsable del seu resurgiment i de la fundació dels Voluntaris, no va tenir un paper gaire destacat tant en l'alçament com an la Guerra Angloirlandesa.
Tot i la seva profunda influència en el naixent moviment republicà, fou i encara és una figura força oblidada en la història política irlandesa, puix que la seva oposició al martiri del 1916 l'ha estigmatitzat fins ara.
Tanmateix, Hobson fou més tard assessor de Seán MacBride, líder del Clann na Poblachta, quan era ministre d'afers exteriors en el primer govern de coalició d'Irlanda.